# Ерик Гарсија
Ерик Гарсија Мартрет (шп. Eric García Martret; Марторељ, 9. јануар 2001) је шпански фудбалер који тренутно наступа за Барселону. Игра на позицији одбрамбеног играча.

## Успеси
Манчестер сити
- Премијер лига (1) : 2020/21.[4]
- Лига куп (3) : 2018/19,[5] 2019/20,[6] 2020/21.[7]
- Комјунити шилд (1) : 2019.[8]
- Лига шампиона: (финале:2020/21)[9]

 Барселона
- Ла лига (2) : 2022/23,[10] 2024/25.[11]
- Куп Шпаније (1) : 2024/25.[12]
- Суперкуп Шпаније (2) : 2023,[13] 2025.[14]

 Шпанија до 17
- Европско првенство до 17 године  (1) :  2017.[15]
- Светско првенство до 17 година:  2017.[16]

 Шпанија до 19
- Европско првенство до 19 година (1) :  2019.[17]

 Шпанија до 23
- Летње олимпијске игре:  2020.[18]

 Шпанија
- Лига нација:  2020/21.[19]

Појединачни
- Идеални тим Европског првенства до 19 година: 2019.[20]
- ИФФХС идеални тим света до 20 година: 2021.[21]
- ИФФХС идеални тим Европе до 20 година: 2020,[22] 2021.[23]